# Nanaia Mahuta
Nanaia Cybelle Mahuta (Auckland, 21 de agosto de 1970) es una política y activista por los derechos de los pueblos indígenas neozelandesa. Fue ministra de Asuntos Exteriores de Nueva Zelanda en el segundo gobierno laborista de Jacinda Arden, siendo la primera mujer en asumir el Ministerio de Asuntos Exteriores en la historia de Nueva Zelanda. Anteriormente ocupaba desde el 26 de octubre de 2017 el puesto de ministra de Desarrollo Maorí en el que continúa como asociada y el de ministra de Gobierno Local que mantiene también en la actualidad. Fue elegida por primera vez como parlamentaria en 1996, a los 26 años y desde entonces hasta 2020 ha ganado ocho reelecciones consecutivas. 
Anteriormente, fue ministra de gabinete en el Quinto Gobierno Laboral de Nueva Zelanda, desempeñándose luego como ministra de Aduanas, ministra de Gobierno local, ministra de Desarrollo de la Juventud, ministra asociada para el Medioambiente y ministra asociada de Turismo. Mahuta fue elegida como miembro del Partido Laborista por primera vez para la Cámara de Representantes del Parlamento en las elecciones de 1996 y desde entonces ha sido reelegida ininterrumpidamente. 
En 2016 se hizo un tatuaje facial tradicional maorí, conocido como Tā moko, reivindicando su práctica ancestral como seña de identidad maorí, convirtiéndose en la primera mujer en el parlamento neozelandés en usar un moko.

## Biografía
Nació en Auckland en 1970 y pertenece a una familia de la tribu Ngāti Maniapoto vinculada a la monarquía maorí. Su padre, sir Robert Mahuta, fue un importante representante comunitario que al poco de nacer fue adoptado por Koroki Mahuta, quinto rey simbólico de los maoríes y abuelo del actual monarca desde 2006, Tuheitia Paki. Nanaia estudió en la escuela Kura Kaupapa Rakaumanga en Huntly y después en la Escuela Diocesana para Chicas de Waikato. Más tarde, en la Universidad de Auckland obtuvo un diploma en la especialidad de desarrollo de negocios maoríes. Trabajó en los archivos de la Universidad y posteriormente se licenció en Antropología Social.

### Trayectoria política
Mahuta fue elegida como miembro del Partido Laborista por primera vez para la Cámara de Representantes del Parlamento en las elecciones de 1996 y desde entonces ha sido reelegida ininterrumpidamente. Empezó representando a Te Tai Hauauru, y en las elecciones de 2002, pasó a Tainui. A partir de 2008 es elegida por Hauraki-Waikato.

#### Polémica sobre la costa y los fondos marinos
En 2004, se unió a Tariana Turia, otra diputada laborista, para votar en contra de la primera lectura de la legislación de su partido sobre la controvertida cuestión de la zona costera y los fondos marinos. Sin embargo, no se unió a Turia cuando dejó el Partido Laborista para fundar el Partido Maorí. En la segunda lectura del proyecto de ley, votó de nuevo en contra de su partido, pero en la tercera lectura cambió su posición y la apoyó, diciendo que aunque tenía "graves defectos,... al final del día, era lo correcto".

### Trayectoria institucional
A partir de 2002, durante el gobierno laborista de Helen Clark, se incorporó progresivamente a las tareas de gobierno, primero como secretaria parlamentaria de los ministros de Educación y de Gobiernos Locales. 

#### Ministra del Gobierno: 2005–2008
En las elecciones generales de 2005, Mahuta ocupó el escaño electoral de Tainui. Posteriormente, en el tercer gobierno de Clark fue nombrada ministra de Aduanas y de Asuntos de la Juventud, así como ministra asociada de Medio Ambiente y de Gobiernos Locales, cartera esta última de la que pasó a ser titular en 2007, a la vez que asumía el ministerio asociado de Turismo.

#### En la oposición: 2008–2017
Tras la derrota del gobierno laborista en las elecciones de 2008, Mahuta continuó asumiendo en el Parlamento, como gobierno en la sombra, portavocía laborista en los temas anteriormente había asumido como miembro del gobierno, entre ellos Medio Ambiente, Conservación, Energía, Educación, Turismo, Asuntos Maoríes, Desarrollo Social Maorí y Asuntos de la Juventud. Entre 2013 y 2016 fue también la portavoz en las negociaciones del Tratado de Waitangi, un instrumento clave para la satisfacción de las reclamaciones y acuerdos sobre reparaciones de agravios a la población maorí por parte de la Corona de la Commonwealth y el gobierno neozelandés.
En 2014 Mahuta presentó su candidatura para asumir la presidencia del Partido Laborista para sustituir a David Cunliffe. Quedó en cuarto lugar en una votación que ganó Andrew Little.

#### Ministra del Gobierno: 2017–presente
En 2017 con el liderazgo laborista de Jacinda Arden y la creación del Sexto Gobierno Laborista con la prioridad de pobreza infantil, mujeres y vivienda, Nanaia Mahuta asumió dos carteras que conocía muy bien, las de Desarrollo Maorí y Gobiernos Locales, más el ministerio asociado de Medio Ambiente.
En noviembre de 2020 fue elegida Ministra de Asuntos Exteriores de Nueva Zelanda en el segundo gobierno de Jacinda Arden quien elogió de Mahuta su habilidad para «construir relaciones fantásticas muy rápido». Se convirtió así en la primera mujer que asume la cartera de exteriores en Nueva Zelanda. Por su parte Mahuta se comprometió a llevar la «perspectiva indígena» a los foros internacionales planteando un mayor dinamismo diplomático de su país. De los 20 miembros del nuevo gobierno de Arden ocho son mujeres, cinco maoríes, tres de la comunidad Pasifika (es decir, de Samoa, Tonga, Fiyi y otros estados insulares de la región) y tres LGBT, incluido el nuevo vice primer ministro, el laborista Grant Robertson, responsable de Finanzas.
Además de asumir el puesto de exteriores, Mahuta se mantiene en el ministerio de Desarrollo Mahorí como ministra asociada y en el ministerio de Desarrollo Local.

## Tatuaje facial como seña de identidad
En 2016 se convirtió en la primera mujer parlamentaria en usar un moko kauae, tatuaje facial sagrado maorí, en el parlamento neozelandés. «Es una declaración de identidad, como un pasaporte (...) Estoy en un momento de mi vida en el que estoy lista para hacer una declaración clara de que esto es lo que soy, y esta es mi posición en Nueva Zelanda». El tatuaje es una práctica tradicional maorí que fue desapareciendo hasta que en la década de 1980 se produjo un esfuerzo para recuperar el lenguaje y la cultura maorí y empezó también la recuperación de esta práctica ancestral entre mujeres de todas las edades. Se cree que todas las mujeres maoríes llevan un moko en su interior, cerca del corazón y, cuando están listas, la persona que tatúa simplemente lo saca a la superficie.
El moko de Nanaia marcó el aniversario de la muerte de su padre y su diseño incorpora los patrones de los relieves tradicionales de su tribu, los Ngāti Maniapoto. Tradicionalmente el tatuaje era un rito de transición entre la niñez y la edad adulta de las mujeres. Después de hacerse el tatuaje, Mahuta llegó al parlamento con su moko, la acompañaban otras 13 mujeres. La parlamentaria explicó que el tatuaje ha modificado su manera de estar en el parlamento: «Ha resultado muy interesante. La gente te mira de un modo diferente. Es un indicativo cultural y transmite con toda claridad, cuando estoy sentada en torno a una mesa, que represento determinado modo de pensar». También ha señalado que se hizo hacer el moko para inspirar a su hija de tres años.